# Papiaments
Papiaments (op Curaçao en Bonaire: Papiamentu; op Aruba: Papiamento) is een creoolse taal die wordt gesproken op de eilanden Aruba, Bonaire en Curaçao. Papiaments is de moedertaal voor het overgrote deel van de inwoners van de eilanden: hiernaast worden ook Nederlands, Engels en Spaans gesproken. De naam Papiaments (letterlijk: gepraat) is afgeleid van Portugees papear (praten, spreken).
Het Papiaments is grotendeels gebaseerd op het Portugees zoals gesproken in de 15e en 16e eeuw, ook is het aanzienlijk beïnvloed door het Nederlands en Venezolaans Spaans. Door een vergelijkbare oorsprong toont het Papiaments veel overeenkomsten met het Kaapverdisch-Creools.

## Status

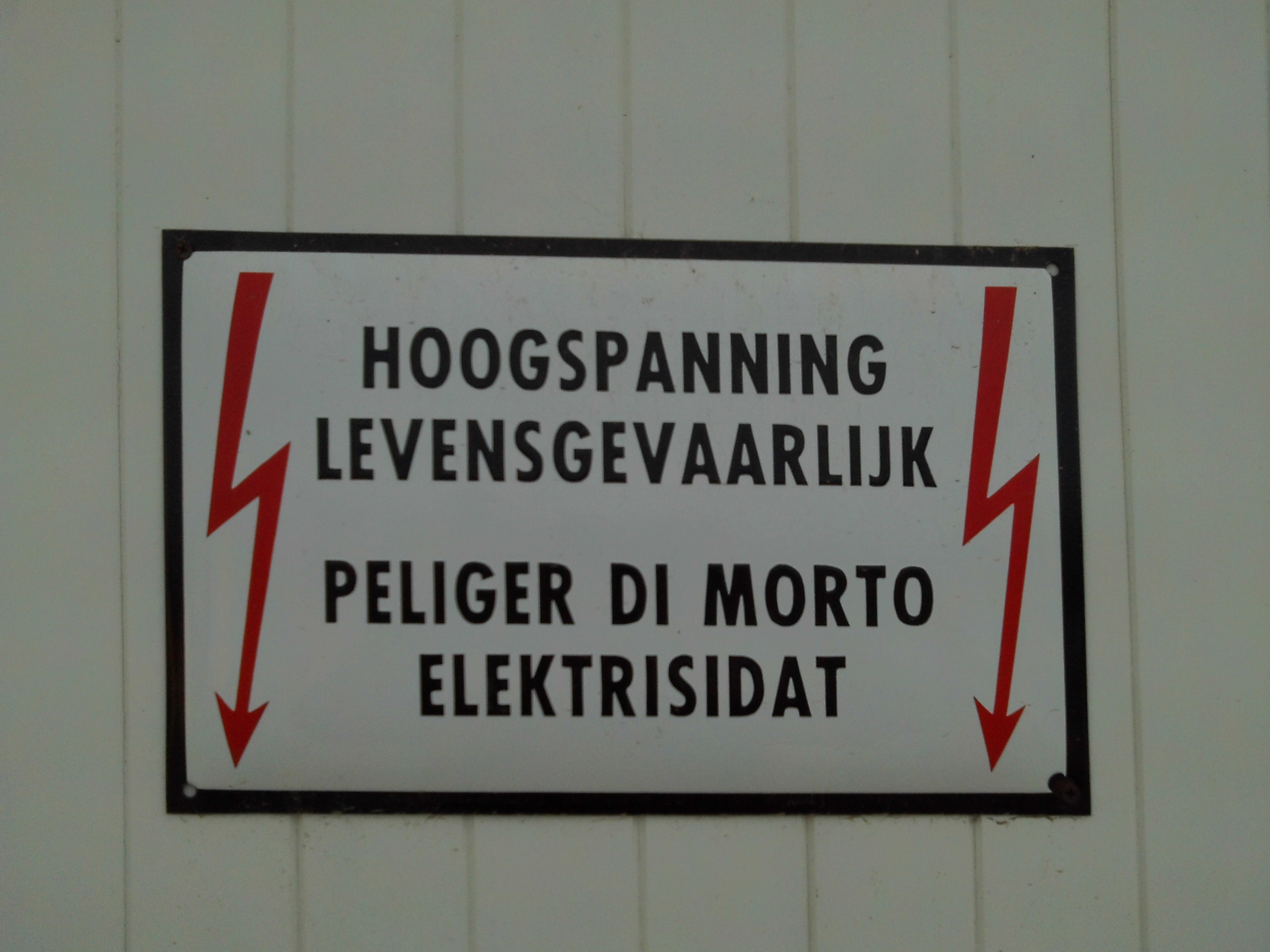
In Bonaire

Het Papiaments is de moedertaal van het grootste deel van de bevolking op de ABC-eilanden, terwijl op de SSS-eilanden het Engels de meest gesproken taal is.
Het Papiaments heeft als eerste op Aruba vanaf 22 mei 2003 de status van officiële taal naast het Nederlands verkregen. Op 1 november 2018 is een nieuwe schrijfwijze, die de orthografie van 1976 aanpast en uitbreidt, unaniem vastgesteld door de Staten van Aruba. In de praktijk blijft de Arubaanse wetgeving voorbehouden aan het Nederlands. In de ambtelijke sfeer wordt het Nederlands hoofdzakelijk als schrijftaal gebruikt, terwijl als voertaal het Papiaments de voorkeur heeft.
Op 6 maart 2007 is op de eilanden Curaçao en Bonaire het Papiaments erkend als officiële taal naast het Nederlands. In 2022 heeft de Nederlandse regering een voorstel ingediend om het Papiaments te erkennen als minderheidstaal in Europa en te laten vallen onder het Europees Handvest voor regionale talen of talen van minderheden.
Voor de ABC-eilanden geldt dat het Gemeenschappelijk Hof van Justitie en de plaatselijke gerechten in eerste aanleg uitspraak doen in het Nederlands. Overigens zijn hier zowel het Nederlands als het Papiaments als voertaal toegestaan.
Er bestaan twee spellingvarianten van het Papiaments; het Papiamento, dat wordt gesproken op Aruba heeft een etymologisch georiënteerde spelling, terwijl het Papiamentu, dat gesproken wordt op Curaçao en Bonaire, fonetisch gespeld wordt. Op Bonaire is de spelling vastgelegd in de "Eilandsverordening spelling Papiamentu".

## Sprekers
In de hele wereld zijn de eilanden Aruba, Curaçao en Bonaire de enige gebieden waar Papiaments de moedertaal is. Mogelijk werd ook een vroege variant van het Papiaments gesproken op het Venezolaanse schiereiland Paraguaná.
In 2000, bij de Vierde algemene volks- en woningtelling op Aruba, gaven 59.984 mensen (69,4% van de totale bevolking) aan dat Papiaments voor hen de meest gesproken thuistaal is. Bij eenzelfde volkstelling op de Nederlandse Antillen in 2001 bleek dat Papiaments de meest gesproken thuistaal is voor 106.054 mensen op Curaçao (81,2% van de totale bevolking) en 8.059 mensen op Bonaire (74,7% van de totale bevolking). Op de drie eilanden samen spreken dus 174.097 mensen thuis Papiaments als belangrijkste taal, 76,4% van de totale bevolking van de drie eilanden samen.
Behalve deze eilanden is Nederland het enige land met een significante Papiamentstalige minderheid. Voor Nederland bestaan geen exacte cijfers over het aantal mensen dat Papiaments spreekt. Volgens het CBS waren er op 1 januari 2007 in totaal 129.590 inwoners van Antilliaanse en Arubaanse afkomst, waarvan 78.683 tot de eerste generatie en 50.907 tot de tweede generatie behoren. Rekening houdend met Bovenwindse Antillianen en een vernederlandsing door integratie, zullen ongeveer 50.000 tot 60.000 mensen in Nederland (buiten Caribisch Nederland) Papiaments als belangrijkste taal gebruiken.
Als bij deze groepen de Papiamentstaligen elders in de wereld (waaronder de Bovenwindse Antillen en Venezuela) en mensen in gemengde huishoudens die zelf wel van huis uit Papiamentstalig zijn, worden opgeteld, bedraagt het totaal aantal Papiamentstaligen in de wereld naar ruwe schatting ongeveer 250.000 mensen.

### Papiaments en Nederlands in de praktijk
Het grote aantal huishoudens waar Papiaments wordt gesproken heeft een directe invloed op het taalgebruik op school en in de thuissituatie. Een onderzoek uit 1986 onder leerlingen uit de 2e en 6e klas van het basisonderwijs op Curaçao, gaf de volgende resultaten met betrekking tot hun voertaal.
|        | gem. | max. | min. |
| ------ | ---- | ---- | ---- |
| Klas 2 | 63%  | 81%  | 49%  |
| Klas 6 | 58%  | 84%  | 24%  |

|        | gem. | max. | min. |
| ------ | ---- | ---- | ---- |
| Klas 2 | 36%  | 51%  | 19%  |
| Klas 6 | 37%  | 69%  | 12%  |

|        | gem. | max. | min. |
| ------ | ---- | ---- | ---- |
| Klas 2 | 1%   | 6%   | 0%   |
| Klas 6 | 5%   | 14%  | 0%   |

|        | gem. | max. | min. |
| ------ | ---- | ---- | ---- |
| Klas 2 | 47%  | 59%  | 25%  |
| Klas 6 | 32%  | 58%  | 5%   |

De uiteenlopende uitkomsten (maximaal en minimaal) zijn terug te vinden in de verschillende scholen, schooltypen en milieus waar de onderzoeken gedaan zijn.
Kinderen die thuis van jongs af aan opgroeien met het Papiaments ontvangen op school lessen gegeven in het Nederlands. De leerlingen moeten dus tijdens hun schoolse leven continu een omschakeling maken tussen Papiaments denken, Nederlands horen, vertalen, denken en vervolgens weer in het Nederlands antwoorden. Zo kan het dus voorkomen dat leerlingen meer problemen hebben met de vraagstelling dan met de stof zelf. Zo stelde mevrouw N. Winkel tijdens een van haar onderzoeken de volgende vraag: Hoe luidt de wet der communicerende vaten? Het antwoord van de zesdejaars was: Ting-tong, ting-tong. Dit was geen vorm van brutaliteit, maar het antwoord op de vraag Hoe luidt .... De leerling kende immers maar één manier van 'luiden' en dat is het luiden van een klok.
Vanwege de taalproblemen van veel leerlingen op de lagere school, vooral in de lagere klassen, staat de onderwijstaal al geruime tijd ter discussie. Lange tijd stonden in het debat ideologisch geïnspireerde politici, die voor invoering van het Papiaments als onderwijstaal zijn, tegenover pragmatisch ingestelde ouders, die een goede beheersing van het Nederlands als essentieel zien voor de algemene ontwikkeling en de ontplooiingskansen van hun kinderen, in het bijzonder als zij willen gaan studeren en werken in Nederland. In 2005 heeft de Nederlands-Antilliaanse overheid besloten in de lagere scholen van Curaçao en Bonaire het Nederlands als onderwijstaal te vervangen door Papiaments. Dit in navolging van de Bovenwindse eilanden, waar enkele jaren eerder al het Engels als onderwijstaal op de lagere scholen was ingevoerd. Slechts enkele scholen kregen toestemming om Nederlandstalig te blijven. Het gevolg was een massale toestroom van kinderen naar die enig overgebleven Nederlandstalige lagere scholen, zodat die ze niet aankonden. Gevolg was lange wachtlijsten en een sterke groei van (dure) privéscholen. Sinds 2008 besloot het Rooms Katholiek Centraal Schoolbestuur (RKCS) het Nederlands als onderwijstaal te herinvoeren op de lagere scholen, waardoor er meer spreiding is.
Ook moet nog afgewacht worden hoe de overgang naar het Nederlandstalig gebleven middelbaar onderwijs verloopt vanuit de scholen die Papiaments als onderwijstaal blijven gebruiken. Het debat over de onderwijstaal blijft daardoor actueel. Inmiddels wordt steeds vaker het idee van tweetalige scholen als alternatief genoemd, onder meer omdat leerlingen dan kunnen doorstromen naar hoger vervolgonderwijs. Op de Bovenwindse eilanden bestaat dat probleem niet, omdat Engels vervolgonderwijs elders in de regio of in de Verenigde Staten mogelijk is.

## Ontstaan van de taal

### Een creooltaal met Portugese en West-Afrikaanse wortels
Ondanks de vele onderzoeken die gedaan zijn naar de oorsprong van het Papiaments is nog niemand in staat gebleken de exacte bron te verklaren. Bekend is dat de taal is ontstaan omstreeks de zeventiende eeuw; een tijd waarin de slavernij hoogtijdagen vierde op het eiland Curaçao. De West-Indische Compagnie had in die tijd een slavendepot op Curaçao, van waaruit slaven gekocht en verkocht werden aan landen over de hele wereld. Een groot deel van deze slaven kwam uit Afrika. Deze slaven werden, behalve voor de handel, ook gebruikt om te werken op de plantages of zoutpannen van de Nederlandse koloniën.
De meest waarschijnlijke theorie over het ontstaan van het Papiaments is dan ook dat de taal gegroeid is uit de wil van de slaven om met elkaar te kunnen communiceren. Papiaments is een creooltaal, die vooral is ontstaan uit het Portugees. Er is onder taalkundigen lang discussie geweest waar en hoe de taal ontstaan is en zich verder ontwikkeld heeft. Sommige onderzoekers hebben beargumenteerd dat Spaans de grootste invloed op de taal heeft gehad (gezien de overlappende overeenkomstige woordenschat). Andere onderzoeken houden het op een Braziliaanse/Creoolse invloed. Frank Martinus Arion opperde dat het Papiaments is ontstaan uit de guenitaal, die door West-Afrikaanse slaven naar Curaçao was gebracht en geleidelijk door het Papiaments is verdrongen. Het meest recente onderzoek gaat er echter van uit dat Papiamentu genetisch verwant is aan de Afro-Portugese creooltalen van Kaapverdië, Guinea-Bissau en de Casamance (Senegal) en dus een Portugese en West-Afrikaanse (Wolof, Mandinka) basis heeft, en vervolgens in de tweede helft van de 17de eeuw verregaand gerelexificeerd is (zie Jacobs 2012).
Door eeuwenlang contact met het Nederlands zijn er hier ook heel wat sporen van terug te vinden in de verschillende varianten van het Papiaments. Enkele voorbeelden hiervan zijn: tiki (tikje), hopi (hoopje), masbangu (marsbanker), robèki (rood bekje), heldu (gulden), buki (boek) en telep (theelepel). Het huidige Papiaments heeft ook veel nieuwe woorden uit het Engels, Spaans en Nederlands. Door haar complexe transatlantische geschiedenis is het Papiaments evolutionair een van de meest complexe talen ter wereld - tweemaal relexificeerd - en daarmee tevens een bijzonder interessant taalkundig onderwerp en een schoolvoorbeeld van taalcontact.
Vanwege de relatieve isolatie van de taalgemeenschappen die kenmerkend is voor eilanden is heel wat variatie in het Papiaments tussen de verschillende eilanden. Er zijn aanwijzingen dat een vroege variant van het Papiaments werd gesproken in sommige dorpen op het Venezolaanse schiereiland Paraguaná. Sommige onderzoekers beweren dat het Papiamentu dat ontstaan is op Curaçao via Venezuela op Aruba terecht is gekomen en dat dat de reden is waarom het Arubaanse Papiaments qua klank en woordenschat meer op het Spaans lijkt.

### De vroegste getuigenissen
In 1747 werd het Nederlandse zeilschip de Jonge Johannes op de terugtocht van Chuao in Venezuela naar Curaçao gekaapt door Engelsen die het voor een Spaans schip aanzagen. Het verslag van de gerechtelijke handelingen die de kapers uitvoerden – het schip mocht verder varen toen bleek dat het Nederlands was – is het eerste document waarin het Papiaments met naam vermeld wordt. Toen de Engelse kapitein immers vroeg welke taal de opvarenden spraken, antwoordde er één dat ze “broken Spanish and broken Dutch, which is called Poppemento” praatten, en zei een andere dat ze “Dutch, Spanish and Poppemento, but mainly Poppemento” spraken, en dat die laatste taal gebruikelijk was op Curaçao.
Totdat dit juridische verslag in 1936 opnieuw aan het licht kwam, werd een handgeschreven brief uit 1775 als de eerste getuigenis van het Papiaments beschouwd. De brief, waarin een Sefardische koopman met de naam Andrade zijn geliefde aanschrijft, is het oudste bekende document in het Papiaments, al wordt de naam van de taal er nergens in vermeld.

#### Eerste gedrukte tekst
Voor de eerste gedrukte tekst in het Papiaments, een brief van paus Gregorius XVI in een vertaling van apostolisch vicaris Niewindt, was het wachten tot 1833, al zou zeven à acht jaar eerder al een Declaracion corticu di catecismo pa uso di catholica di Curaçao verschenen zijn. Kort hierna, in 1837, verscheen de Catecismo Corticu pa uso di catolicanan di Curaçao, het bekendste vroege gedrukte boek in het Papiaments, van de hand van dezelfde Martinus Niewindt. In 2009 is de Catecismo Corticu ook toegevoegd aan het Unesco Memory of the World register. Pas aan het einde van de eeuw, respectievelijk in 1879 en 1883, kwamen de eerste Papiamentse kranten, de Boletín comercial en de Amigoe di Curaçao, uit.

### Vooroordelen tegen het Papiaments
Toen Nederlanders in 1634 Curaçao op de Spanjaarden veroverden, bestond er geen uitgebreid onderwijssysteem op de ABC-eilanden. De West-Indische Compagnie zag het echter als haar plicht om goed onderwijs te verzorgen en stuurde dus een Nederlandse schoolmeester naar Curaçao. Deze docent verzorgde lessen in het lezen, schrijven, rekenen en de Nederlandse taal. Terwijl op de plantages en in de zoutpannen het Papiaments verrees als taal, verzette een klein deel van de bewoners (voornamelijk Nederlandse kolonisten) zich tegen het gebruik van deze ongewenste (en voor hen onverstaanbare) taal. Zo werd in 1818 een boekje uitgegeven (Beschrijving van het eiland Curaçao en onderhoorige eilanden) waarin de vooroordelen tegen het Papiaments onvervalst tot uitdrukking werden gebracht, getuige bijvoorbeeld het volgende citaat:
"De vorige bewoners van dit eiland Indianen zijnde, onder Spaansche overheersing geraakt, heeft zulk een mengelmoes of jargon doen geboren worden, hetwelk door de komst der Hollanders nog veranderd is. Het papiament (van pappiar, spreken) bestaat uit bedorven Spaansch, Indiaansch en Hollansch, arm in woorden, zonder buiging, voeging of geslacht onderscheiden, maar rijk in hevig door de keel uitgesproken wordende schelle klanken, en vooral in scheldwoorden. Onverdragelijk is dit gekakel voor het fijnere oor van den Europeaan bij zijnde eerste aankomst, en moeijelijk kan men zich aan dit kalkoenen geluid gewennen. Niet alleen de Negers, Mulatten en andere kleurlingen spreken dit jargon, maar ook de blanken, vooral de blanke Creolen, wier kinderen, door Negerinnen gezoogd, door dezelfde eerste indrukselen ontvangende, niets dan Creoolsch of Papiament spreken, en dan naderhand het Hollandsch of Nederduitsch doorgaans gebrekkig en onvolkomen leeren, hetzelve nog gebrekkiger lezende en schrijvende. Deze kwade gewoonte, vooral onder de schoone kunne is zoo ingeworteld, dat daaraan geen verbeteren schijnt te zijn. In verscheiden huisgezinnen, is het Nederduitsch zoo bekend als het Arabisch; en echter rekenen zij zich van Nederlandsche afkomst. Van daar dan ook de verbazende moeite voor den onderwijzer, om zijne leerlingen met de Hollandsche taal gemeenzaam te maken, daar zij Nederduitsch Papiament met moeite sprekende, telkens de geslachten verwarren, het toekomende, tegenwoordige en voorledene dooreen haspelen, en alzoo dikwijls onverstaanbaar worden."
Voor Sefardisch-Joodse kolonialen was Papiamentu geen bezwaar. Integendeel, ze waren direct betrokken bij het ontwikkelen van Papiamentu. De eerste vermelding van geschreven Papiamentu betreft een Joods schip (1769) met de naam "Awa pasa Harina". Het oudste nog steeds bestaande document in Papiamentu (van 1775) is een brief van een Joodse vrouw aan haar man (Emmanuel, 1970). Dit is ouder dan de publicatie van Pater Schabel, wiens omschrijving van Papiamentu door velen onterecht als oudste vermelding wordt beschouwd.

### De vernederlandsing van het onderwijs
Het onderwijsstelsel was aan het begin van de negentiende eeuw behoorlijk uitgebreid en er werd op sommige scholen les in het Papiaments gegeven, aangezien de bevolking van de plattelandsgebieden uitsluitend het Papiamentu beheerste. Vooral de recent uit Nederland aangekomen kolonisten verzetten zich hier fel tegen. Onder aandringen van deze bewoners werd in 1838 besloten dat Papiamentu geen instructietaal mocht zijn. Het was echter niet zo dat hierdoor Nederlands de enige instructietaal in het onderwijs werd. Tijdens de achttiende en negentiende eeuw waren Spaans en Frans namelijk zeer belangrijke talen voor de koloniale elites, die zich voor het merendeel niet van de Nederlandse taal bedienden. Aangezien er sprake was van een voortdurende latiniseringsproces (Hoetink, 1987), ging zelfs de koloniale elite van Nederlands-Protestantse afkomst zich op den duur beter bedienen in het Spaans dan in het Nederlands. Een rijkdom aan lokale Spaanstalige publicaties in de negentiende eeuw getuigt hiervan.

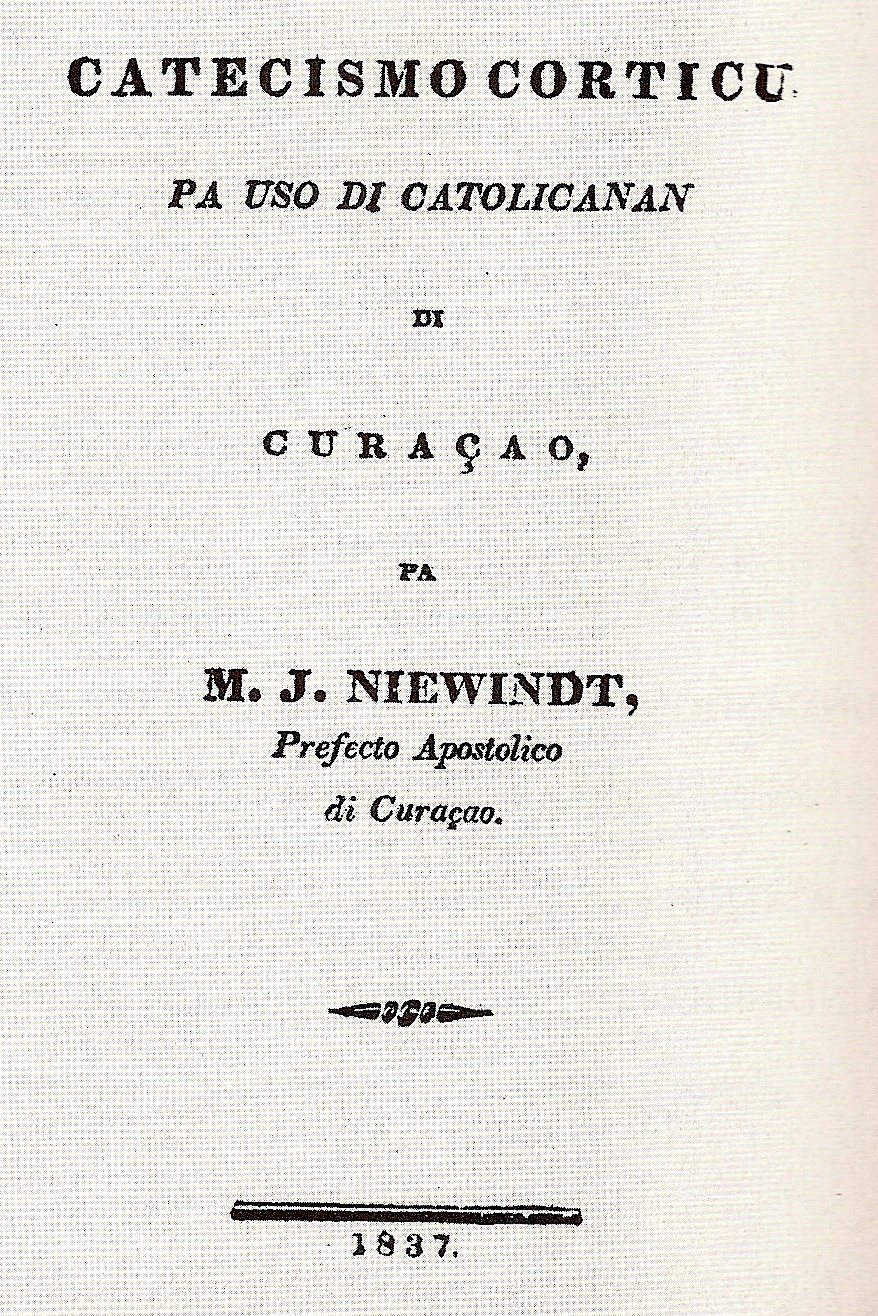
Editie uit 1837 van de rooms-Katholieke catechismus, de oudste bewaard gebleven gedrukte tekst in het Papiamentu

Na de komst van de Koninklijke Shell kreeg het Nederlands de status van dominante instructietaal in het onderwijs. Dit was belangrijk voor de Nederlandse Shell-werknemers, wier kinderen een verdere opleiding in Nederland moesten volgen.
Het verplicht stellen van het Nederlands als onderwijstaal had echter geen gunstig effect op het onderwijs. De prestaties van studenten bleven ver achter bij de prestaties van leeftijdgenoten in Nederland. De toenmalige secretaris van de schoolcommissie, de heer A.M. Chumaceiro, wees als belangrijkste oorzaak van de slechte prestaties het taalprobleem aan. Hij vond het onaanvaardbaar dat de leerlingen een vreemde taal dienden te leren, zonder dat zij de moedertaal goed machtig waren. Hij omschreef dat in de volgende zinsnede uit 1884:
"Is men er overal tegen, kinderen iets te doen leren, dat zij niet verstaan, hen als papegaaien lessen te doen opdreunen, waarvan de woorden, zoals zij die wedergeven, voor anderen moeijelijk te verstaan zijn, men kan het den Curaçaoschen onderwijzer niet euvel duiden, dat hij dit beginsel dikwijls opoffert, en zich met uitkomsten vergenoegt, die uit een opvoedkundig oogpunt als hoogst onvoldoende moeten beschouwd worden."
Ondanks de adviezen van de schoolcommissie en tal van deskundigen, hielden de Staten vast aan de in de zeventiende eeuw gezette toon. Onder druk van de Shell-werknemers in de vroege twintigste eeuw vond er een verschuiving plaats van zo veel mogelijk Nederlands naar uitsluitend Nederlands.

### Papiaments als onderwijstaal
In 1935 vond echter een kleine verandering plaats. De onderwijsverordening ten aanzien van het Papiaments in het onderwijs werd in één artikel aangepast:
"... in de eilandgebieden Aruba, Bonaire en Curaçao kan, met toestemming van de gouverneur, op bepaalde scholen of in bepaalde klassen de Papiamentse taal als voertaal bij het onderwijs worden gebezigd."
Dit was een stap in de richting van het Papiaments als onderwijstaal, ware het niet dat nimmer een beroep op de gouverneur gedaan werd. Een ware mijlpaal in de geschiedenis van het Papiaments werd in 1950 bereikt. De Staten spraken toen de wens uit om het Papiaments tot onderwijstaal in de laagste klassen van het basisonderwijs te maken. Deze wens was niet te realiseren zonder een juiste leermethode, een goede grammatica en een officiële spelling. Daarom werd nog in hetzelfde jaar een taalcommissie opgericht. Deze door de staat aangestelde groep onderzoekers kreeg de opdracht een woordenboek Papiaments (Curaçao: dikshonario, Aruba: diccionario) te ontwikkelen. Dit boek zou tevens een officiële spelling en grammatica moeten vaststellen, zodat men uiteindelijk aan de hand van dit boek het Papiaments als onderwijstaal kon invoeren. Toen men het niet eens kon worden over de vraag of de spelling fonetische of etymologisch moest zijn, hebben Curaçao en Bonaire gekozen voor de fonetische spelling en koos Aruba voor de etymologische. Overigens is het een feit dat in de woordenschat van het Arubaanse Papiaments meer woorden afkomstig uit de Arawakse taal aanwezig zijn. Dit ziet men onder andere in de toponiemen en namen voor flora en fauna van Aruba.
Onder invloed van een stijgende werkloosheid en een groeiend gevoel van politiek onbehagen werd veel kritiek geuit op het beleid van de Antilliaanse regering. Dit leidde tot acties en demonstraties van de bevolking, die uiteindelijk de arbeidersopstand van 30 mei 1969 tot gevolg hadden die wij nu kennen als Trinte di mei. Op deze 30e mei van 1969 werden grote delen van Willemstad geplunderd en platgebrand. Een zwarte dag in de geschiedenis van Curaçao, een dag waarvan men de gevolgen heden ten dage nog zo duidelijk kan zien. De onlusten van '69 hebben het proces van culturele bewustwording versneld en drastische veranderingen op sociaal en politiek gebied ingeluid. Bij het zoeken naar de eigen identiteit dat deze processen begeleidde, kwam de nadruk sterk te liggen op het gebruik van het Papiaments. Begin jaren zeventig is er weer een voorzichtig begin gemaakt met Papiaments in het onderwijs. Hoewel de officiële spelling- en grammaticawijze nog steeds niet vaststond, werd er begonnen met de ontwikkeling van lesmateriaal in het Papiaments voor de laagste klassen van het basisonderwijs. Na tal van studies en afgewezen spelmethodes werd in 1976 de spelling-Römer-Maduro-Jonis door het bestuurscollege van het eilandgebied Curaçao aangewezen voor algemeen en educatief gebruik. Doordat deze beslissing er één was van de individuele eilandgebieden, kon Aruba kiezen voor een spelling die gebaseerd was op de etymologie. Er bestaat sinds kort een leermethode voor Papiaments voor de eerste drie jaren van de middelbare school.

## Voorbeeld van de grammatica
- In het Papiaments worden werkwoorden niet vervoegd
- De lidwoorden zijn un (een), e (de/die)
- Het meervoud van een zelfstandig naamwoord wordt gemaakt door er -nan, bijvoorbeeld Makamba, Makambanan (Nederlander, Nederlanders) aan toe te voegen. (net zoals het Nederlandse -en)

Ta (zijn)
| Mi ta      | ik ben                 |
| Bo ta      | jij bent               |
| E ta       | hij is, zij is, het is |
| Nos ta     | wij zijn               |
| Bosonan ta | jullie zijn            |
| Nan ta     | zij/ze zijn            |

Traha (werken)
| Mi ta traha       | ik werk                   |
| Bo tabata traha   | jij werkte                |
| El a traha (kaba) | hij heeft (al) gewerkt    |
| Nos a traha       | wij hebben gewerkt        |
| Bosonan lo traha  | jullie zullen werken      |
| Nan lo a traha    | zij zouden hebben gewerkt |
| Nos ta trahando   | Wij zijn aan het werken   |

## Woordenschatvergelijking
Een vergelijking van woorden in het Nederlands, Spaans, Portugees, Papiaments en de taal van Portugese creolen van Guinee-Bissau en Kaapverdië.
| Nederlands              | Spaans                     | Portugees                            | Papiaments          | Guinee-Bissau      | Kaapverdië        |
| ----------------------- | -------------------------- | ------------------------------------ | ------------------- | ------------------ | ----------------- |
| Welkom                  | Bienvenido                 | Bem-vindo                            | Bon biní            | Bô bim drito       | Bem-vindo         |
| Goedendag               | Buenos días                | Bom dia                              | Bon dia             | Bon dia            | Bon dia           |
| Dank u                  | Gracias                    | Obrigado                             | Danki               | Obrigado           | Obrigado          |
| Hoe gaat het met u?     | Cómo te va? Cómo estás tú? | Como vai?                            | Kon ta bai? Kumbai? | Kuma ku bu na bai? | Mô ku bu stá bai? |
| Zeer goed               | Muy bien                   | Muito bem                            | Hopi bon            | I bon dimás        | Ê mut bom         |
| Het gaat goed met me    | Yo estoy bien              | Eu estou bem, Eu tou bem             | Mi ta bon           | Ami n'stá bon      | Mi n'stá bon      |
| Ik, Ik ben              | Yo, Yo soy                 | Eu, Eu sou                           | Mi, Mi ta           | Ami, Ami na        | Ami, Ami ta       |
| Een prettige dag verder | Pase/Tenga un buen dia     | Passa/Tem um bom dia                 | Pasa un bon dia     | Pasa un bon dia    | Pasa un bon dia   |
| Tot ziens               | Adios, Hasta luego         | Vejo você depois, Até logo, Até mais | Te aweró            | N ta odjau dipus   | Tê log            |
| Voedsel                 | Comida                     | Comida                               | Kuminda             | Bianda             | Cumida            |
| Brood                   | Pan                        | Pão                                  | Pan                 | Pon                | Pon               |
| Sap                     | Jugo, Zumo                 | Sumo, Suco, Refresco                 | Djus                | Sumu               | Sumo              |